# 684년

## 연호
- 당(唐) 사성(嗣聖) 원년 / 문명(文明) 원년 / 광택(光宅) 원년

## 기년
- 당(唐) 중종(中宗) 원년 / 예종(睿宗) 원년
- 신라(新羅) 신문왕(神文王) 4년

## 사건
- 중종이 측천무후에게 폐위되고 대신 예종이 황위에 오르다.

## 문화
- 광택의 연호는 신라에서 쓰지 않다.

## 사망
- 당나라(唐羅羅)의 무신(武臣) 이경업(李敬業)